# Nicole Petignat
Nicole Petignat (La Chaux-de-Fonds, 1966. október 27. –) svájci nemzetközi női labdarúgó-játékvezető. Petignat hét éven keresztül élettársa volt, a neves svájci nemzetközi bírónak, Urs Meiernek. Polgári foglalkozása: orvosi masszőr műszer kereskedő.

## Pályafutása

### Labdarúgóként
Jura kantonban született és már fiatal korától rendszeresen focizott. Játékosként a második osztályban játszott, de hamar ráébredt arra, hogy játékvezetésben sikeresebb lehet és ott érhet el igazán nagy eredményeket.

### Nemzeti játékvezetés
A játékvezetői vizsgát 1983-ban tette le. A nemzeti labdarúgó-szövetségének megfelelő bírói bizottságok minősítése alapján jutott magasabb osztályokba. A küldési gyakorlat szerint rendszeres 4. bírói, illetve alapvonalbírói szolgálatot is végzett. Nemzeti szinten a nő játékvezetők úttörőjének tartják. 1984-ben első svájci nőként lett a League A (majd a Super League) profi játékvezetője. A nemzeti játékvezetéstől 2008-ban vonult vissza. Vezetett League A bajnoki mérkőzéseinek száma: 91.

#### Nemzeti kupamérkőzések
Vezetett kupadöntők száma: 1.

##### Svájci labdarúgókupa
A Svájci Labdarúgó-szövetség Játékvezető Bizottsága szakmai munkájának elismeréseként megbízta a férfi labdarúgókupa irányításával.
| Időpont        | Helyszín              | Mérkőzés típusa | Mérkőzés           | Eredmény | Nézők száma |
| -------------- | --------------------- | --------------- | ------------------ | -------- | ----------- |
| 2007. május 28 | Stade de Suisse, Bern | döntő           | FC Basel–FC Luzern | 1 – 0    | 30 000      |

### Nemzetközi játékvezetés
A Svájci labdarúgó-szövetség Játékvezető Bizottsága (JB) terjesztette fel nemzetközi játékvezetőnek, a Nemzetközi Labdarúgó-szövetség (FIFA) 1998-tól tartotta nyilván bírói keretében. A FIFA JB központi nyelvei közül a németet beszéli. Több nemzetek közötti válogatott és klubmérkőzést vezetett, vagy működő társának 4. bíróként, illetve alapvonalbíróként segített. Nemzetközi szakemberek a valaha volt legjobb női játékvezetőnőnek tartják. A női játékvezetők úttörője a nemzetközi porondon a női bírók közül férfi mérkőzéseken tevékenykedhetett. Több mérkőzést vezetett az osztrák élvonalban. A német női játékvezetők élvonalbeli alkalmazásánál, Bibiana Steinhaus csak akkor kapott engedélyt, amikor a Német labdarúgó-szövetség szakemberei megnyugtató értékelést készítettek a svájci bírónő pályafutásáról. A nemzetközi játékvezetéstől 2008-ban búcsúzott.

#### Női labdarúgó-világbajnokság
A világbajnoki döntőkhöz vezető úton az Amerikai Egyesült Államokban a 3., az 1999-es női labdarúgó-világbajnokságot, Egyesült Államokban a 4., a 2003-as női labdarúgó-világbajnokságot, valamint Kínában az 5., a 2007-es női labdarúgó-világbajnokságot rendezték, ahol a FIFA JB játékvezetőként alkalmazta. Selejtező mérkőzéseket az UEFA zónában vezetett. Az első női játékvezető a világon, aki három világbajnokságon való részvétellel 10 mérkőzést vezethetett, amiből egy alkalommal a döntőt. Rajta kívül Kari Seitz teljesített, négy világbajnokságon való részvétellel 10 mérkőzésirányítást. Az első, aki Im Eun Ju társával egy világbajnokságon 4 mérkőzést vezetett.

##### 1999-es női labdarúgó-világbajnokság

###### Világbajnoki mérkőzés
| Időpont          | Helyszín                        | Mérkőzés típusa              | Mérkőzés                       | Eredmény | Nézők száma |
| ---------------- | ------------------------------- | ---------------------------- | ------------------------------ | -------- | ----------- |
| 1999. június 19. | Giants Stadion, East Rutherford | csoportmérkőzés (B. csoport) | Brazília–Mexikó                | 7 – 1    | 78 972      |
| 1999. június 24. | Soldier Field Stadion, Chicago  | csoportmérkőzés (A. csoport) | Egyesült Államok–Nigéria       | 7 – 1    | 65 080      |
| 1999. június 30. | Spartan Stadion, San José       | egyik negyeddöntő            | Kína–Oroszország               | 2 – 0    | 21 411      |
| 1999. július 10. | Rose Bowl Stadion, Pasadena     | döntő                        | Amerikai Egyesült Államok–Kína | 0 – 0    | 90 185      |

##### 2003-as női labdarúgó-világbajnokság

###### Világbajnoki mérkőzés
| Időpont              | Helyszín                                      | Mérkőzés típusa              | Mérkőzés                  | Eredmény |        |
| -------------------- | --------------------------------------------- | ---------------------------- | ------------------------- | -------- | ------ |
| 2003. szeptember 20. | Lincoln Financial Field Stadion, Philadelphia | csoportmérkőzés (A. csoport) | Nigéria–Észak-Korea       | 0 – 3    | 24 346 |
| 2003. szeptember 25. | Columbus Crew Stadion, Columbus               | csoportmérkőzés (C. csoport) | Kanada–Argentína          | 3 – 0    | 15 529 |
| 2003. október 1.     | Gillette Stadion, Boston                      | egyik negyeddöntő            | Egyesült Államok–Norvégia | 1 – 0    | 25 103 |

##### 2007-es női labdarúgó-világbajnokság

###### Selejtező mérkőzés
| Időpont             | Helyszín                    | Mérkőzés típusa           | Mérkőzés                 | Eredmény |
| ------------------- | --------------------------- | ------------------------- | ------------------------ | -------- |
| 2006. május 11.     | Városi Stadion, Pozoblanco  | előselejtező (3. csoport) | Spanyolország–Finnország | 0 – 0    |
| 2006. augusztus 26. | Laugardalsvöllur, Reykjavík | előselejtező (2. csoport) | Izland–Svédország        | 0 – 4    |

###### Világbajnoki mérkőzés
| Időpont              | Helyszín                                      | Mérkőzés típusa              | Mérkőzés                           | Eredmény | Nézők száma |
| -------------------- | --------------------------------------------- | ---------------------------- | ---------------------------------- | -------- | ----------- |
| 2007. szeptember 11. | Chengdu Sports Center Stadion, Csengtu        | csoportmérkőzés (B. csoport) | Egyesült Államok–Észak-Korea       | 2 – 2    | 35 100      |
| 2007. szeptember 15. | Yellow Dragon Sports Center Stadion, Hangcsou | csoportmérkőzés (C. csoport) | Kanada–Ghána                       | 4 – 0    | 33 835      |
| 2007. szeptember 27. | Zhejiang Dragon Stadion, Hangcsou             | egyik elődöntő               | Amerikai Egyesült Államok–Brazília | 0 – 4    | 47 818      |

#### Női labdarúgó-Európa-bajnokság
A női európai labdarúgó torna döntőjéhez vezető úton Norvégia és Svédország a 7., az 1997-es női labdarúgó-Európa-bajnokságot, Németország a 8., a 2001-es női labdarúgó-Európa-bajnokságot, valamint Anglia a 9., a 2005-ös női labdarúgó-Európa-bajnokságot rendezte, ahol az UEFA JB játékvezetőként foglalkoztatta.

##### 1997-es női labdarúgó-Európa-bajnokság

###### Európa-bajnoki mérkőzés
| Időpont         | Helyszín                       | Mérkőzés típusa              | Mérkőzés               | Eredmény | Nézők száma |
| --------------- | ------------------------------ | ---------------------------- | ---------------------- | -------- | ----------- |
| 1997. július 3. | Melløs Stadion, Moss           | csoportmérkőzés (B. csoport) | Norvégia–Németország   | 0 – 0    | 7666        |
| 1997. július 9. | Tingvalla IP Stadion, Karlstad | egyik elődöntő               | Svédország–Németország | 0 – 1    | 4246        |

##### 2001-es női labdarúgó-Európa-bajnokság

###### Európa-bajnoki mérkőzés
| Időpont          | Helyszín                   | Mérkőzés típusa              | Mérkőzés               | Eredmény | Nézők száma |
| ---------------- | -------------------------- | ---------------------------- | ---------------------- | -------- | ----------- |
| 2001. június 25. | Waldstadion Stadion, Aalen | csoportmérkőzés (B. csoport) | Olaszország–Dánia      | 2 – 1    | 3193        |
| 2001. július 7.  | Donaustadion, Ulm          | döntő                        | Németország–Svédország | 1 – 0    | 18 000      |

##### 2005-ös női labdarúgó-Európa-bajnokság

###### Európa-bajnoki mérkőzés
| Időpont          | Helyszín                            | Mérkőzés típusa              | Mérkőzés             | Eredmény | Nézők száma |
| ---------------- | ----------------------------------- | ---------------------------- | -------------------- | -------- | ----------- |
| 2005. június 6.  | Halliwell Jones Stadion, Warrington | csoportmérkőzés (B. csoport) | Németország–Norvégia | 1 – 0    | 1600        |
| 2005. június 11. | Ewood Park Stadion, Blackburn       | csoportmérkőzés (A. csoport) | Anglia–Svédország    | 0 – 1    | 25 694      |

#### Olimpiai játékok
Ausztrália a XXVII., a 2000. évi nyári olimpiai játékok, Kína a XXIX., a 2008. évi nyári olimpiai játékok labdarúgó tornáját rendezte, ahol a FIFA JB bírói szolgálatra alkalmazta.

##### 2000. évi nyári olimpiai játékok
| Időpont              | Helyszín                               | Mérkőzés típusa              | Mérkőzés                           | Eredmény | Nézők száma |
| -------------------- | -------------------------------------- | ---------------------------- | ---------------------------------- | -------- | ----------- |
| 2000. szeptember 17. | Melbourne-i Krikett Stadion, Melbourne | csoportmérkőzés (F. csoport) | Amerikai Egyesült Államok–Kína     | 1 – 1    | 32 500      |
| 2000. szeptember 24. | Bruce Stadion, Canberra                | egyik elődöntő               | Amerikai Egyesült Államok–Brazília | 1 – 0    | 11 000      |

##### 2008. évi nyári olimpiai játékok
| Időpont             | Helyszín                                     | Mérkőzés típusa              | Mérkőzés                           | Eredmény | Nézők száma |
| ------------------- | -------------------------------------------- | ---------------------------- | ---------------------------------- | -------- | ----------- |
| 2008. augusztus 6.  | Csinhuangtaói Olimpiai Stadion, Csinhuangtao | csoportmérkőzés (G. csoport) | Norvégia–Amerikai Egyesült Államok | 2 – 0    | 17 673      |
| 2008. augusztus 12. | Csinhuangtaói Olimpiai Stadion, Csinhuangtao | csoportmérkőzés (E. csoport) | Kína–Argentína                     | 2 – 0    | 31 492      |
| 2008. augusztus 18. | Munkás Stadion, Peking                       | egyik elődöntő               | Japán–Amerikai Egyesült Államok    | 2 – 4    | 50 937      |

#### Nemzetközi kupamérkőzések

##### UEFA-kupa
Az első női játékvezető, akit nem csak asszisztensként, hanem az Európai Labdarúgó-szövetség UEFA JB megbízásából férfi kupafordulót irányíthatott.
| Időpont             | Helyszín             | Mérkőzés típusa | Mérkőzés           | Eredmény |
| ------------------- | -------------------- | --------------- | ------------------ | -------- |
| 2003. augusztus 14. | Friends Arena, Solna | előselejtező    | AIK Fotboll–Fylkir | 1 – 0    |

## Szakmai sikerek
- 2003-ban a Svájci Labdarúgó-szövetség JB az Év Játékvezetője címmel ismerte el szakmai felkészültségét.
- Az IFFHS (International Federation of Football History & Statistics) 2004 évadról tartott nemzetközi szavazásán a 13. helyre rangsorolta. Egyetlen nőként szerepel az IFFHS férfiak rangsorában.

## Írás
- Pierre-André Marchand: Nicole Petignat La fille que siffle les garçons - 2006. Lausanne, Éditions Favre Kiadó, ISBN 2-8289-0899-2